# Guardián (arte y mitología)
En el término más común, un guardián (o guardiana en diversas ocasiones) es un objeto, o entidad, que fue declarado anteriormente para realizar la eterna protección a una entidad superior, valiosa o importante. 

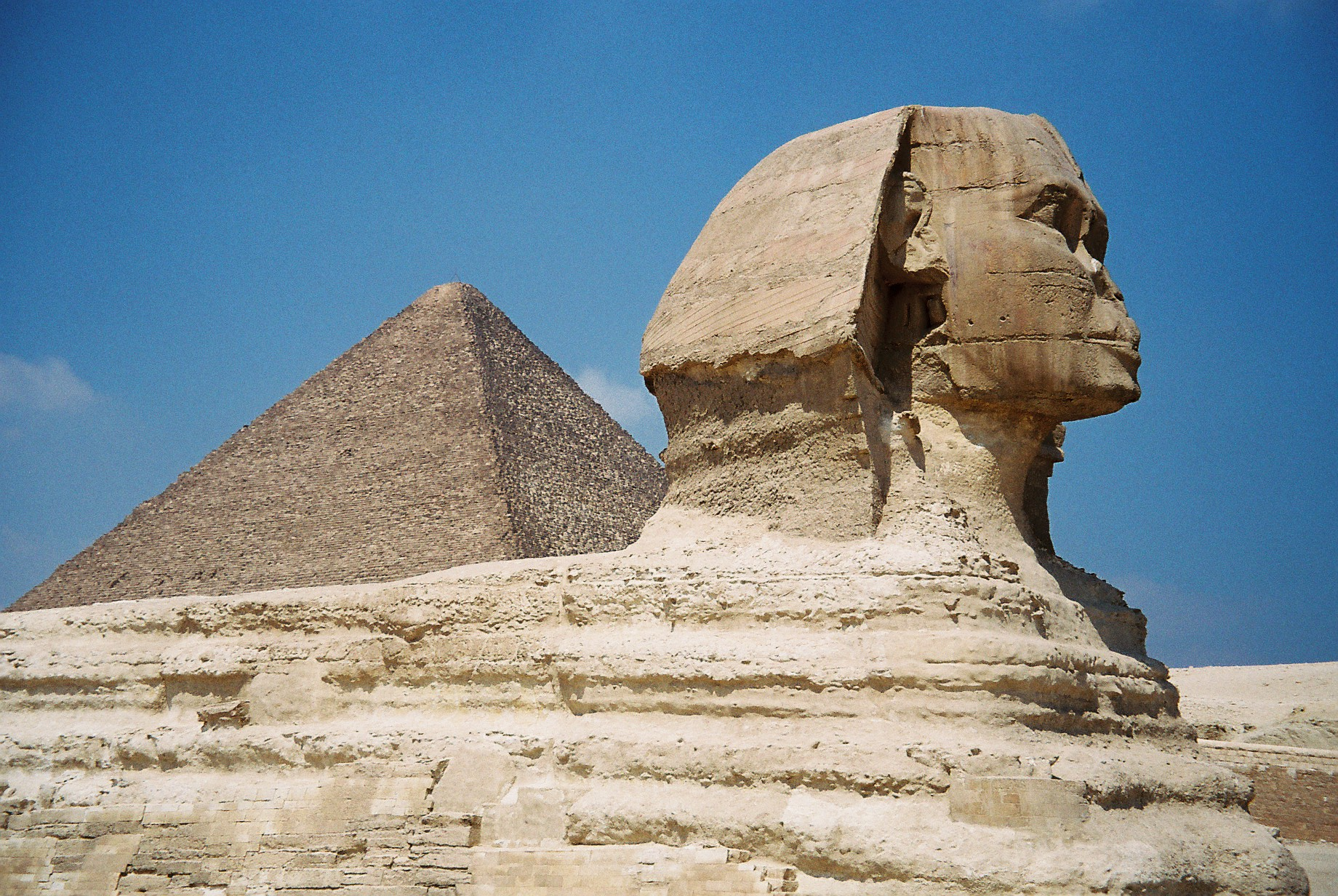
La esfinge fue declarada por los egipcios como la eterna guardiana de la pirámide (tumba) de Keops

## Historia
Desde la antigüedad, los guardianes se originaron en forma de estatuas, dioses o divinidades religiosos, o simplemente seres imaginarios increíbles. Defendían y vigilaban un rasgo importante de aquella época. 
- Uno de los primeros ejemplos de guardianes es el tótem, que cuidaba las aldeas de la antigüedad. Al recibir su protección, los habitantes de estas aldeas lo consideraban su mayor importancia y lo adoraban con ofrendas, para que siempre se mantuviera así.

Los guardianes fueron construidos siguiendo las creencias, para que mantuvieran a salvo las importancias de entonces. Así se construyeron, a lo largo de la historia, estatuas y figuras religiosas que ocupan el título de guardianes.
Dos ejemplos, ya previstos:
- La Esfinge, eterna guardiana de Keops.
- Los moáis, teóricamente los antepasados y guardianes de los rapa nui.

- Datos: Q16573070